# Ovosoma
Ovosoma (лат.) — подрод травяных листоедов подсемейства хризомелин, семейства листоедов.

## Описание
Чёрные жуки. Эдеагус самцов на вершине загнут крючком. Питаются на растениях семейства подорожниковые. В кариотипе 20 пар хромосом.

## Классификация
В состав подрода включают 10 видов
- Chrysolina cretica (Olivier, 1807)
- Chrysolina halysa Bechyné, 1950
- Chrysolina minckwitzi  (Apfelbeck, 1912)
- Chrysolina orientalis  (Olivier, 1807)
- Chrysolina rhodia Bechyné, 1950
- Chrysolina sahlbergi  (Ménétriés, 1832)
- Chrysolina susterai Bechyné, 1950
- Chrysolina turca  (Fairmaire, 1865)
- Chrysolina vernalis  (Brullé, 1836)
- Chrysolina wittmeri L. Medvedev, 1975

## Распространение
Представители подрода встречаются в Европе (включая Кавказ, Турцию, Кипр), на Ближнем Востоке, Ираке, Иране, Казахстане и на Алтае.